# 大鱗擬緋鯉
大鱗擬緋鯉（学名：Pseudupeneus grandisquamis）為輻鰭魚綱鱸形目鱸亞目鬚鯛科的其中一種，分布於東太平洋區，從墨西哥下加利福尼亞半島至智利海域，體長可達30公分，生活在沙泥底質海域，屬肉食性。